# Луг (ірландська міфологія)
Луг, Луг Майстер всіх ремесел — один із Туата Де Дананн, божество солярного (сонячного) значення. Герой багатьох ірландських саг, разом з Дагдою та іншими туатами. Відповідно до середньовічної ірландської історичної традиції та легенд — верховний король Ірландії. Час правління: 1447–1407 роки до н. е. (згідно з «Історією Ірландії» Джеффрі Кітінга) або 1870–1830 роки до н. е. (згідно з хронікою ірландських істориків, яких називають Чотири Майстри)[джерело?].

## Ірландський Луг, шотландський Лугус і галльський Беленус
Риси ірландського Луга та шотландського Лугуса — відомі науці значно краще аніж риси «галльського Беленуса».
1) Сучасна «Енциклопедія Британіка» називає «Луга»: «Головним богом кельтської релігії». «Головним значенням» Луга-Лугуса було не «бог світла», а «майстер усіх ремесел; знавець усіх наук; вчитель людей та богів» — можливо саме з цієї риси, у Луга й виникла така характеристика «Головний бог кельтської релігії».
2) Також ірландське ймення «Луг» («Lug») в англійській мові перекладається як «волочити» (ця етимологія, певно, пов'язана з такою річчю як «волочебний цикл сільськогосподарських робіт»).
3) Сузір'я «Молочний шлях» (укр. «Стожари») кельти називали «ланцюг Луга»
4) В британській (ірландській, шотландській) традиції — Луг вважається «лідером великого загону „міфічних істот“ — „лепреконів“» (леприкони — гноми, які дарують «мідні котли з золотом»). Луг, як і леприкони, «переховує мідні котли з золотом» та може дарувати їх людям.

## Етимологія Луга
Ірландсько-шотландське свято «Белтайн» (англ. «Beltene»; 1 травня) було присвячене «Лугу, Лугусу» (тобто Беленусу); назва цього свята, певно, походить від того ж кельтського кореня кельт. «Бел-» = «сяючий»; укр. «білий».
Вважають, що ім'я «Луг» має ту саму етимологію «сяючий» — порівнюють з латинським «Люціна» = «сяюча; богиня променів (рос. „лучі“)».
Варто відзначити, що в стародавній Галлії та Британії, «бог світла (якого римляни вважали близьким до грецького Аполлона)», мав понад 15 імен та епітетів, зокрема: «Grannos», «Borvo», «Maponus», «Moritasgus» та ін. Зокрема, Аполлона в Галлії також ототожнювали з божеством Мапоном, яке було пов'язане з мистецтвом музики (можливо, Мапон відповідає таким персонажам з міфології острівних кельтів, як валлійський «Мабон, син Модрона» та ірландський «Енгус Мак Ок»).

## Народження Луга
Ще до приходу до Ірландії туати уклали з фоморами союз, і король фоморів, Балор, віддав свою дочку Етні (одна з форм імені Етайн) в дружини Кіану, синові  Діан Кехта. Від цього шлюбу на світ і з'явився Луг. Таким чином, Луг не чистокровний туат, він наполовину фомор, а Балор доводиться йому дідом.
Існує проте інша версія про походження Луга, яка почерпнута з пізньої казки, записаної О'Донованом в XIX столітті.
Балор дізнався з пророцтва, що йому судилося впасти від руки власного внука. Єдиною його дитиною була Етлін. Боячись здійснення пророцтва, король фоморів замкнув дочку у високій вежі на скелястому мису Тор-Мор, що на острові  Торі. Він доручив Етлін нянькам, яким був даний суворий наказ: дочка ніколи не повинна дізнатися, що на світі крім жінок існують чоловіки.
Одного разу Балор вирішив заволодіти чарівною коровою Туата Кіана, яка давала неймовірно багато молока. Балор прийняв вигляд маленького хлопчика і, обдуривши брата Кіана, що пас корову, заволодів чудесною твариною. Щоб помститися Балору, Кіан, за наущенням жінки-друїда Бірог, переодягнувся в жіночу сукню і вирушив в супроводі Бірог на Торі. Там вони постукали в башту Етлін і представилися нянькам потерпілими з розбитого в морі корабля. Здобувши прихильність жінок, Кіан зміг пробратися до Етлін, краса якої була дивовижна. Молоді сподобалися один одному. Коли няньки опритомніли від сну, наведеного Бірог, Кіан з його супутницею вже зникли, а через якийсь час з'ясувалося, що дочка короля фоморів вагітна. У призначений термін принцеса народила трьох синів.
Балор розлютився, дізнавшись про народження онуків. Він велів негайно їх втопити в морі. Слуга загорнув маляток в полотно, але по дорозі шпилька розкололася і один з немовлят, Луг, впав у невелику затоку, яка й донині називається бухтою Шпильки. Бірог врятувала хлопчика, що вижив і принесла його в будинок Кіана, а батько передав сина на виховання брату-ковалю.

## Луг

### Луг Самілданах
«Все, в чому вправний твій народ, осягнув він один», — говорив сторож, який зустрів Луга, Нуаду, королю туатів. Луг є знавцем багатьох мистецтв і ремесел (він і тесля, і коваль, harper, филід, тямить у справах старовини, знахар, чашник, воїн і герой), за що носить прізвисько Самілданах, що означає «досвідчений у багатьох мистецтвах» і Ламфада, «Довга Рука» (деякі пояснюють це прізвисько солярної природи Луга, порівнюючи руку з променем сонця).

### Луг— король Ірландії
Разом з Дагдой і Нуаду Луг входить в тріаду великих правителів Туата Де Дананн, сам Нуаду поступається королівський трон бога-герою в сазі «Про Битву під Маг Туїред». Іноді вважають, що Мак Грейне, один з трьох солярних королів-богів, які правили в кінці ери туатів, і є сам Луг. Луг так само присвячує ірландських королів, символізуючи собою принцип верховної влади. Саме в палаці Луга Конн отримує королівську ініціацію.

### Луг-герой
Але, перш за все, він той, хто переміг Балора, короля фоморів, у другій битві під Маг Туиред, той хто приніс перемогу туатам в цій війні. Луг так само був батьком Кухуліна — найпрославленішого героя в ірландських сагах.